# Kirche Leezen (Holstein)

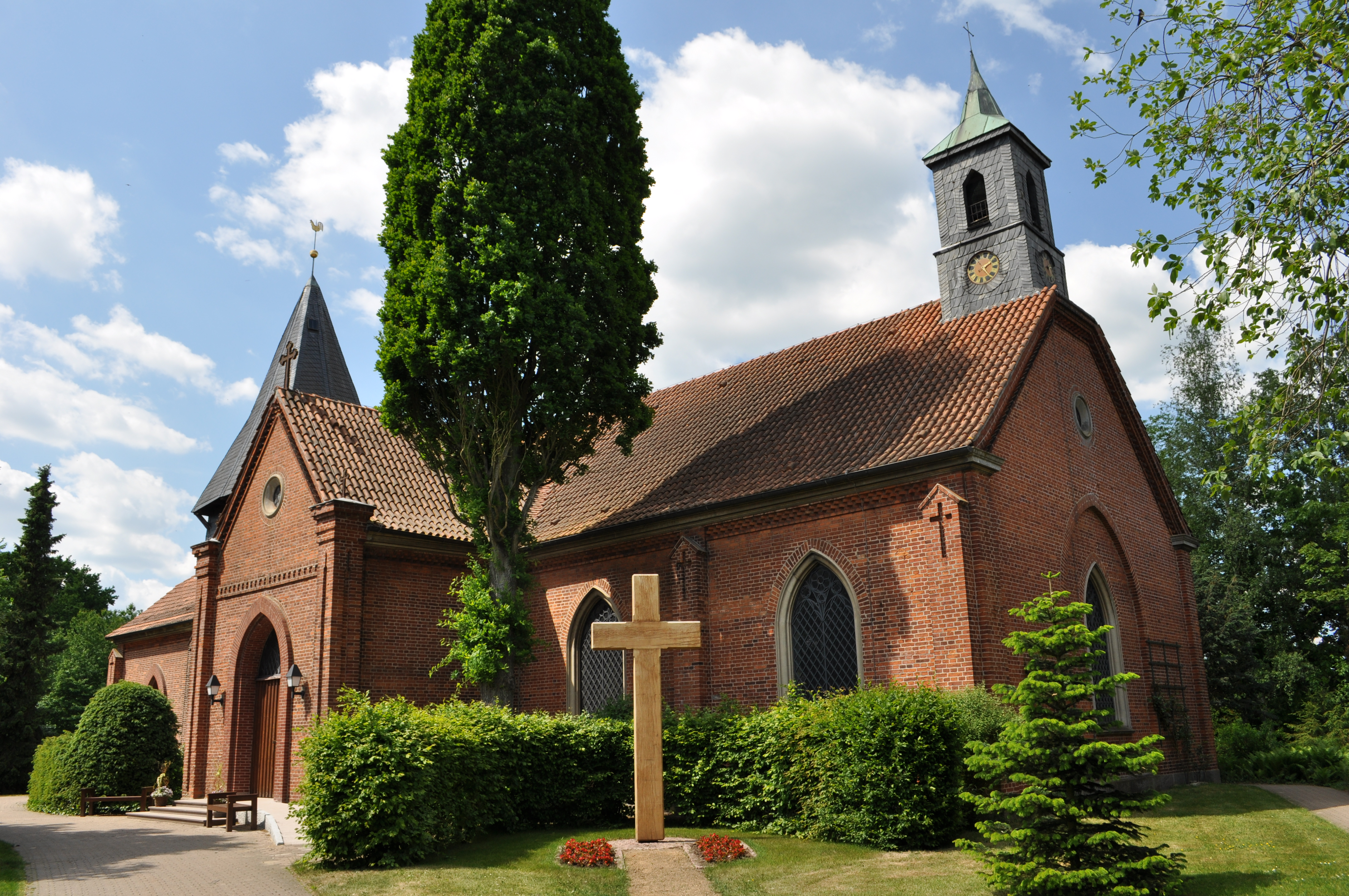
Kirche Leezen (Holstein)

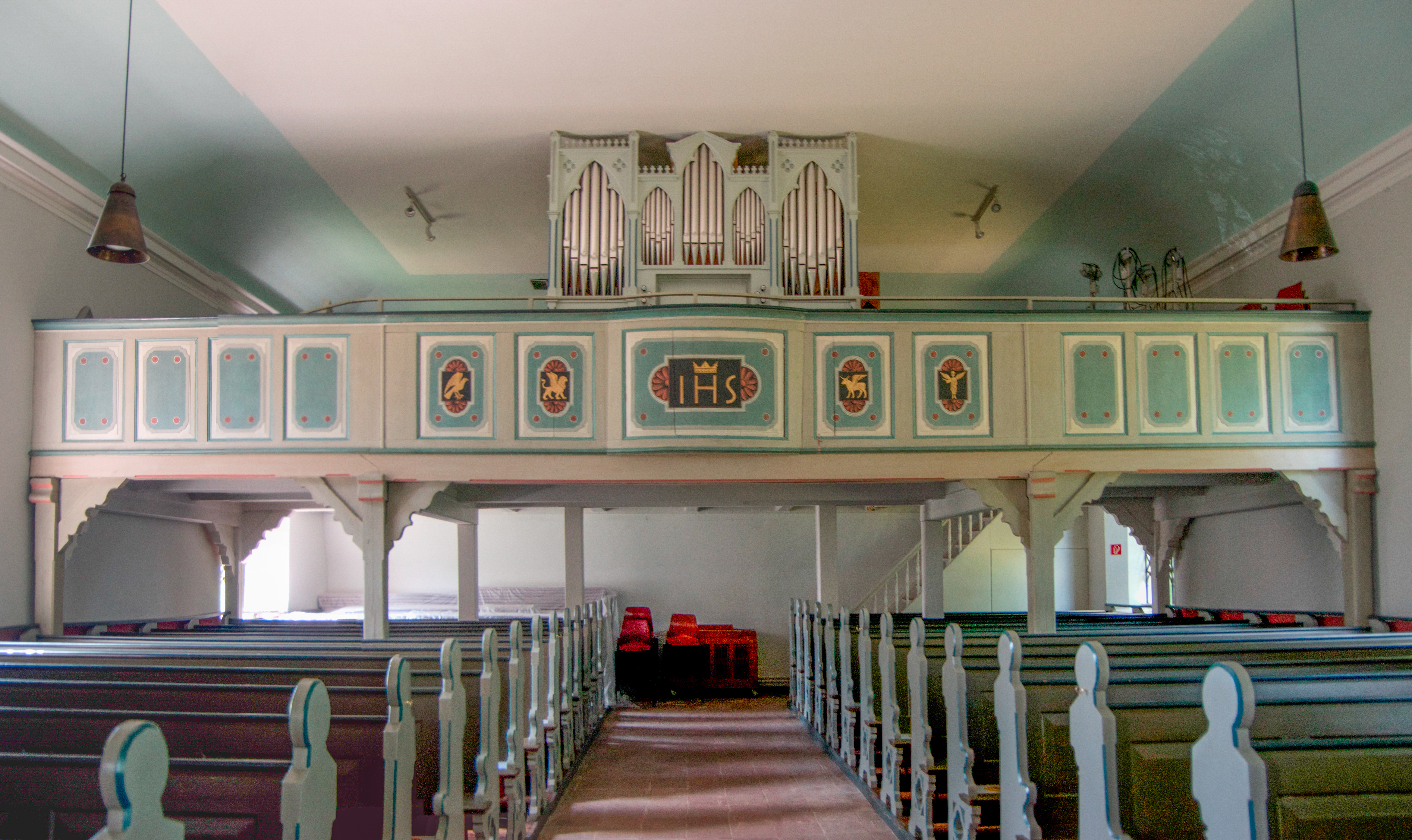
Innenansicht

Die Kirche Leezen ist ein geschütztes Kulturdenkmal mit der Objekt-ID 9839 im Denkmalschutzgesetz in Leezen, einer Gemeinde im Kreis Segeberg in Schleswig-Holstein. Das Kirchengebäude gehört zum Kirchenkreis Plön-Segeberg der Evangelisch-Lutherischen Kirche in Norddeutschland.

## Beschreibung
Die Saalkirche wurde 1870 aus Backsteinen im Stil der Neugotik erbaut. Sie ersetzte eine abgebrochene Feldsteinkirche aus dem 12. Jahrhundert. Der hölzerne Dachturm der Feldsteinkirche, der mit einem achtseitigen Helm bedeckt ist, wurde im Westen des Langhauses vollständig eingestellt. An der Südwand befindet sich ein Anbau mit dem Portal. Aus dem Satteldach des Langhauses erhebt sich im Osten ein quadratischer, schiefergedeckter Dachreiter, der die Turmuhr und den Glockenstuhl beherbergt, und der mit einem spitzen Helm bedeckt ist. 
Die Kirchenausstattung wurde vom Vorgängerbau übernommen. Hierzu gehören der Altar aus dem 17. Jahrhundert und der Taufengel von 1756. Auf dem Triumphkreuz sind die Evangelistensymbole dargestellt. Im Opferstock werden Spenden gesammelt. Die ursprüngliche, 1871 von Heinrich Schaper geschaffene Orgel auf der Empore wurde 2003 durch ein Instrument der Gebrüder Hillebrand ersetzt.